# Botanophila gentianae
Botanophila gentianae är en tvåvingeart som först beskrevs av Pandelle 1900.  Botanophila gentianae ingår i släktet Botanophila och familjen blomsterflugor. Arten har ej påträffats i Sverige. Inga underarter finns listade i Catalogue of Life.